# Gooikse Pijl
Gooikse Pijl ("Gooikska pilen") är ett belgiskt endagslopp i landsvägscykling som körs i Flamländska Brabant. Första upplagan arrangerades 2004 och 2012 inkluderades loppet i UCI Europe Tour klassificerat som 1.2, vilket höjdes till 1.1 2018. Det går som ett antal varv på en varvbana och körs i andra halvan av september. De inledande åren låg både start och mål i Gooik, men 2021 flyttades starten till Halle, så att man först körde en drygt tio kilometer lång "transportsträcka" innan man kom till varvbanan och 2024 till förlades starten till Roosdaal varifrån man cyklade några kilometer tills man kom till varvbanan (och på denna körde man sedan nio 21,8 kilometer långa varv). Profilen är förhållandevis platt (det går förvisso svagt uppför eller nerför alltsomoftast, så det blir en del höjdmeter totalt) – loppet brukar därför avgöras i en klungspurt (efter att den "obligatoriska utbrytningen" cyklats ikapp).

## Podieplaceringar
| År   | Vinnare               | Tvåa                    | Trea              |
| ---- | --------------------- | ----------------------- | ----------------- |
| 2004 | Renaud Boxus          | Iljo Keisse             | Davy Daniels      |
| 2005 | Jürgen Roelandts      | Jarno Van Mingeroet     | Pieter Duyck      |
| 2006 | Vytautas Kaupas       | Kevin Van der Slagmolen | Stijn Neirynck    |
| 2007 | Fabio Polazzi         | Mindaugas Striška       | Bert De Backer    |
| 2008 | Fréderique Robert     | Stijn Neirynck          | Kevin Peeters     |
| 2009 | Dieter Capelle        | Jarl Salomein           | Evert Verbist     |
| 2010 | Eliot Lietaer         | Jonas Vangenechten      | Jarl Salomein     |
| 2011 | Benjamin Verraes      | Timothy Dupont          | Steve Schets      |
| 2012 | Ken Hanson            | Tino Thömel             | Antoine Demoitié  |
| 2013 | Vegard Robinson Bugge | Boris Dron              | Eliot Lietaer     |
| 2014 | Roy Jans              | Tom Van Asbroeck        | Laurens De Vreese |
| 2015 | Oliver Naesen         | Dries Van Gestel        | Krister Hagen     |
| 2016 | Aidis Kruopis         | Emiel Vermeulen         | Timothy Dupont    |
| 2017 | Kenny Dehaes          | Gerben Thijssen         | Emiel Vermeulen   |
| 2018 | Jordi Meeus           | Amund Grøndahl Jansen   | Martin Mortensen  |
| 2019 | Pascal Ackermann      | Alberto Dainese         | Timothy Dupont    |
| 2020 | Danny van Poppel      | Gerben Thijssen         | Arvid de Kleijn   |
| 2021 | Fabio Jakobsen        | Danny van Poppel        | Jordi Meeus       |
| 2022 | Gerben Thijssen       | Jasper Philipsen        | Max Kanter        |
| 2023 | Jasper Philipsen      | Olav Kooij              | Dylan Groenewegen |
| 2024 | Tim Merlier           | Jordi Meeus             | Olav Kooij        |
| 2025 |                       |                         |                   |